# Parrya maidantalica
Parrya maidantalica är en korsblommig växtart som beskrevs av Mikhail Grigoríevič Popov och Paul Alexandrovich Baranov. Parrya maidantalica ingår i släktet Parrya och familjen korsblommiga växter. Inga underarter finns listade i Catalogue of Life.